# Promozione Friuli-Venezia Giulia 1987-1988
Nella stagione 1987-1988 la Promozione era il sesto livello del calcio italiano (il massimo livello regionale). Qui vi sono le statistiche relative al campionato in Friuli-Venezia Giulia.
Il campionato è strutturato in vari gironi all'italiana su base regionale, gestiti dai Comitati Regionali di competenza. Promozioni alla categoria superiore e retrocessioni in quella inferiore non erano sempre omogenee; erano quantificate all'inizio del campionato dal Comitato Regionale secondo le direttive stabilite dalla Lega Nazionale Dilettanti, ma flessibili, in relazione al numero delle società retrocesse dal Campionato Interregionale e perciò, a seconda delle varie situazioni regionali, la fine del campionato poteva avere degli spareggi sia di promozione che di retrocessione.

## Squadre partecipanti
| Squadra              | Città (provincia)            | Stagione 1986-1987                             |
| -------------------- | ---------------------------- | ---------------------------------------------- |
| A.P. Bujese          | Buia (UD)                    | 10º in Promozione                              |
| A.C. Cordenonese     | Cordenons (PN)               | 13º in Promozione. Salva per classifica avulsa |
| A.S. Cormonese       | Cormons (GO)                 | 9º in Promozione                               |
| A.S. Cussignacco     | Udine                        | 7º in Promozione                               |
| S.S. Fontanafredda   | Fontanafredda (PN)           | 14º in Interregionale, gir. D. Retrocessa      |
| U.S. Itala San Marco | Gradisca d'Isonzo (GO)       | 4º in Promozione                               |
| S.A.S. Juniors       | Casarsa della Delizia (PN)   | 8º in Promozione                               |
| A.S. Lucinico        | Lucinico di Gorizia          | 1º in Prima Categoria, gir. B. Promosso        |
| U.S. Manzanese       | Manzano (UD)                 | 6º in Promozione                               |
| A.C. Monfalcone      | Monfalcone (GO)              | 3º in Promozione                               |
| G.S. Portuale        | Trieste                      | 12º in Promozione                              |
| U.C. Pro Cervignano  | Cervignano del Friuli (UD)   | 16º in Interregionale, gir. D. Retrocessa      |
| S.S. Sacilese        | Sacile (PN)                  | 5º in Promozione                               |
| A.S. Sanvitese       | San Vito al Tagliamento (PN) | 11º in Promozione                              |
| U.S. Spilimbergo     | Spilimbergo (PN)             | 1º in Prima Categoria, gir. A. Promosso        |
| A.C. Trivignano      | Trivignano Udinese (UD)      | 2º in Promozione                               |

## Classifica finale
|  | Pos. | Squadra          | Pt | G  | V  | N  | P  | GF | GS | DR  |
|  | ---- | ---------------- | -- | -- | -- | -- | -- | -- | -- | --- |
|  | 1.   | Sacilese         | 41 | 30 | 14 | 13 | 3  | 37 | 17 | +20 |
|  | 2.   | Trivignano       | 38 | 30 | 13 | 12 | 5  | 38 | 24 | +14 |
|  | 3.   | Monfalcone       | 36 | 30 | 14 | 8  | 8  | 39 | 31 | +8  |
|  | 4.   | Cormonese        | 35 | 30 | 11 | 13 | 6  | 35 | 26 | +9  |
|  | 5.   | Sanvitese        | 34 | 30 | 8  | 18 | 4  | 31 | 25 | +6  |
|  | 6.   | Fontanafredda    | 32 | 30 | 10 | 12 | 8  | 41 | 36 | +5  |
|  | 7.   | Bujese           | 31 | 30 | 8  | 15 | 7  | 35 | 36 | -1  |
|  | 8.   | Cordenonese      | 30 | 30 | 7  | 16 | 7  | 23 | 29 | -6  |
|  | 9.   | Cussignacco      | 28 | 30 | 5  | 18 | 7  | 27 | 30 | -3  |
|  | 10.  | Manzanese        | 28 | 30 | 8  | 12 | 10 | 29 | 32 | -3  |
|  | 11.  | Juniors Casarsa  | 27 | 30 | 7  | 13 | 10 | 24 | 28 | -4  |
|  | 12.  | Lucinico         | 27 | 30 | 6  | 15 | 9  | 23 | 26 | -3  |
|  | 13.  | Itala San Marco  | 26 | 30 | 9  | 8  | 13 | 32 | 36 | -4  |
|  | 14.  | Portuale Trieste | 26 | 30 | 9  | 8  | 13 | 27 | 35 | -8  |
|  | 15.  | Pro Cervignano   | 22 | 30 | 8  | 6  | 16 | 28 | 37 | -9  |
|  | 16.  | Spilimbergo      | 19 | 30 | 4  | 11 | 15 | 17 | 38 | -21 |

- Monfalcone promosso all'Interregionale per meriti sportivi.
- Confronti diretti fra squadre a pari punti:
  - Cussignacco-Manzanese 2-2 e 1-0
  - Juniors-Lucinico 1-0 e 2-1

### Spareggio salvezza
| Arbitro: | Manfè (Fontanafredda) |

|                                     |           |                  |
| Zompicchiatti 69’ Furlan 81’ (rig.) | Marcatori | 76’ (rig.) Zocco |

### Risultati
| andata     | 1ª giornata              | ritorno    |
| 20.09.1987 |                          | 17.01.1988 |
| 1-0        | Sacilese - Bujese        | 1-2        |
| 1-0        | Manzanese - Spilimbergo  | 0-1        |
| 2-1        | Cussignacco - Itala S.M. | 0-2        |
| 2-1        | Juniors - Cervignano     | 2-0        |
| 1-1        | Trivignano - Sanvitese   | 1-1        |
| 1-0        | Cormonese - Portuale     | 3-2        |
| 2-1        | Monfalcone - Cordenonese | 0-1        |
| 0-0        | Lucinico - Fontanafredda | 1-3        |

| andata     | 4ª giornata               | ritorno    |
| 11.10.1987 |                           | 07.02.1988 |
| 2-1        | Portuale - Cordenonese    | 0-2        |
| 0-0        | Sanvitese - Fontanafredda | 1-3        |
| 3-1        | Cervignano - Monfalcone   | 0-1        |
| 1-3        | Itala S.M. - Cormonese    | 0-1        |
| 1-2        | Spilimbergo - Trivignano  | 0-1        |
| 0-0        | Bujese - Juniors          | 3-2        |
| 1-0        | Sacilese - Cussignacco    | 2-2        |
| 1-1        | Manzanese - Lucinico      | 0-1        |

| andata     | 7ª giornata                 | ritorno    |
| 01.11.1987 |                             | 28.02.1988 |
| 0-1        | Juniors - Cussignacco       | 0-0        |
| 3-1        | Trivignano - Manzanese      | 1-1        |
| 2-2        | Cormonese - Sacilese        | 0-3        |
| 2-1        | Monfalcone - Bujese         | 2-0        |
| 3-0        | Fontanafredda - Spilimbergo | 0-0        |
| 0-4        | Cordenonese - Itala S.M.    | 2-2        |
| 2-1        | Portuale - Cervignano       | 0-0        |
| 1-1        | Lucinico - Sanvitese        | 1-1        |

| andata     | 10ª giornata              | ritorno    |
| 22.11.1987 |                           | 20.03.1988 |
| 2-0        | Itala S.M. - Cervignano   | 1-0        |
| 1-1        | Spilimbergo - Sanvitese   | 0-0        |
| 1-1        | Bujese - Portuale         | 1-1        |
| 2-1        | Sacilese - Cordenonese    | 0-0        |
| 4-2        | Manzanese - Fontanafredda | 1-1        |
| 1-1        | Cussignacco - Monfalcone  | 1-1        |
| 0-1        | Juniors - Cormonese       | 2-2        |
| 1-1        | Trivignano - Lucinico     | 0-1        |

| andata     | 13ª giornata               | ritorno    |
| 13.12.1987 |                            | 24.04.1988 |
| 0-5        | Monfalcone - Cormonese     | 0-0        |
| 1-2        | Fontanafredda - Trivignano | 1-2        |
| 2-0        | Cordenonese - Juniors      | 1-0        |
| 1-0        | Portuale - Cussignacco     | 0-0        |
| 1-1        | Sanvitese - Manzanese      | 0-2        |
| 2-0        | Cervignano - Sacilese      | 0-5        |
| 0-2        | Itala S.M. - Bujese        | 2-3        |
| 2-3        | Lucinico - Spilimbergo     | 1-0        |

| andata     | 2ª giornata                 | ritorno    |
| 27.09.1987 |                             | 24.01.1988 |
| 0-0        | Cordenonese - Fontanafredda | 0-0        |
| 1-5        | Portuale - Monfalcone       | 2-0        |
| 1-1        | Sanvitese - Cormonese       | 1-0        |
| 1-2        | Cervignano - Trivignano     | 0-1        |
| 1-1        | Itala S.M. - Juniors        | 0-0        |
| 2-1        | Sacilese - Lucinico         | 0-0        |
| 0-0        | Spilimbergo - Cussignacco   | 1-1        |
| 1-0        | Bujese - Manzanese          | 0-0        |

| andata     | 5ª giornata                | ritorno    |
| 18.10.1987 |                            | 14.02.1988 |
| 2-2        | Cussignacco - Manzanese    | 1-0        |
| 0-1        | Juniors - Sacilese         | 1-1        |
| 3-1        | Trivignano - Bujese        | 2-2        |
| 1-1        | Cormonese - Spilimbergo    | 1-0        |
| 2-1        | Monfalcone - Itala S.M.    | 1-0        |
| 1-1        | Fontanafredda - Cervignano | 2-1        |
| 0-2        | Cordenonese - Sanvitese    | 1-1        |
| 0-2        | Lucinico - Portuale        | 1-2        |

| andata     | 8ª giornata               | ritorno    |
| 08.11.1987 |                           | 06.03.1988 |
| 0-2        | Cervignano - Sanvitese    | 0-1        |
| 1-0        | Itala S.M. - Portuale     | 1-2        |
| 0-1        | Spilimbergo - Cordenonese | 0-1        |
| 3-2        | Bujese - Fontanafredda    | 1-1        |
| 0-0        | Sacilese - Monfalcone     | 2-1        |
| 1-0        | Manzanese - Cormonese     | 0-0        |
| 0-0        | Cussignacco - Trivignano  | 1-1        |
| 1-0        | Juniors - Lucinico        | 2-1        |

| andata     | 11ª giornata                | ritorno    |
| 29.11.1987 |                             | 10.04.1988 |
| 1-1        | Cormonese - Trivignano      | 1-1        |
| 1-0        | Monfalcone - Juniors        | 1-1        |
| 0-3        | Fontanafredda - Cussignacco | 2-1        |
| 0-0        | Cordenonese - Manzanese     | 0-0        |
| 0-0        | Portuale - Sacilese         | 0-0        |
| 1-1        | Sanvitese - Bujese          | 1-1        |
| 1-1        | Cervignano - Spilimbergo    | 1-0        |
| 0-1        | Lucinico - Itala S.M.       | 2-1        |

| andata     | 14ª giornata               | ritorno    |
| 20.12.1987 |                            | 01.05.1988 |
| 2-0        | Fontanafredda - Monfalcone | 2-3        |
| 1-1        | Cordenonese - Cormonese    | 2-1        |
| 1-0        | Portuale - Trivignano      | 0-1        |
| 1-0        | Sanvitese - Juniors        | 0-1        |
| 1-1        | Cervignano - Cussignacco   | 0-0        |
| 2-2        | Itala S.M. - Manzanese     | 2-0        |
| 0-2        | Spilimbergo - Sacilese     | 0-2        |
| 1-1        | Lucinico - Bujese          | 1-1        |

| andata     | 3ª giornata              | ritorno    |
| 04.10.1987 |                          | 31.01.1988 |
| 1-1        | Manzanese - Sacilese     | 0-2        |
| 1-1        | Cussignacco - Bujese     | 1-0        |
| 1-1        | Juniors - Spilimbergo    | 1-1        |
| 0-0        | Trivignano - Itala S.M.  | 3-0        |
| 1-0        | Cormonese - Cervignano   | 0-2        |
| 2-0        | Monfalcone - Sanvitese   | 2-2        |
| 3-1        | Fontanafredda - Portuale | 2-1        |
| 0-0        | Lucinico - Cordenonese   | 0-0        |

| andata     | 6ª giornata                | ritorno    |
| 25.10.1987 |                            | 21.02.1988 |
| 2-0        | Sanvitese - Portuale       | 2-1        |
| 4-1        | Cervignano - Cordenonese   | 1-1        |
| 1-1        | Itala S.M. - Fontanafredda | 1-2        |
| 1-0        | Spilimbergo - Monfalcone   | 0-2        |
| 0-3        | Bujese - Cormonese         | 1-1        |
| 1-1        | Sacilese - Trivignano      | 1-0        |
| 1-1        | Manzanese - Juniors        | 1-0        |
| 2-2        | Cussignacco - Lucinico     | 0-3        |

| andata     | 9ª giornata              | ritorno    |
| 15.11.1987 |                          | 13.03.1988 |
| 2-0        | Trivignano - Juniors     | 0-1        |
| 1-0        | Cormonese - Cussignacco  | 2-1        |
| 2-1        | Monfalcone - Manzanese   | 3-0        |
| 1-2        | Fontanafredda - Sacilese | 0-0        |
| 0-0        | Cordenonese - Bujese     | 2-2        |
| 3-0        | Portuale - Spilimbergo   | 1-2        |
| 3-0        | Sanvitese - Itala S.M.   | 0-0        |
| 1-0        | Lucinico - Cervignano    | 0-1        |

| andata     | 12ª giornata              | ritorno    |
| 06.12.1987 |                           | 17.04.1988 |
| 2-2        | Spilimbergo - Itala S.M.  | 0-2        |
| 2-1        | Bujese - Cervignano       | 0-2        |
| 0-0        | Sacilese - Sanvitese      | 1-1        |
| 1-0        | Manzanese - Portuale      | 3-0        |
| 0-0        | Cussignacco - Cordenonese | 2-2        |
| 1-1        | Juniors - Fontanafredda   | 3-2        |
| 3-2        | Trivignano - Monfalcone   | 0-2        |
| 0-0        | Cormonese - Lucinico      | 0-0        |

| andata     | 15ª giornata              | ritorno    |
| 10.01.1988 |                           | 08.05.1988 |
| 1-1        | Bujese - Spilimbergo      | 3-0        |
| 2-0        | Sacilese - Itala S.M.     | 0-1        |
| 4-2        | Manzanese - Cervignano    | 0-2        |
| 0-0        | Cussignacco - Sanvitese   | 3-3        |
| 1-1        | Juniors - Portuale        | 0-0        |
| 0-0        | Trivignano - Cordenonese  | 3-0        |
| 1-1        | Cormonese - Fontanafredda | 1-2        |
| 0-0        | Monfalcone - Lucinico     | 0-0        |

## Coppa Italia Dilettanti
- Anche quest'anno partecipano solo 12 squadre: le 2 retrocesse dal Campionato Interregionale e le migliori 10 della stagione precedente.

| Squadra 1                                                                                            | Totale          | Squadra 2            | Andata | Ritorno |
| --- | --------------- | -------------------- | ------ | ------- |
| PRIMO TURNO 6 e 13 settembre 1987                                                                    |                 |                      |        |         |
| Fontanafredda                                                                                        | 4 - 5           | Sacilese             | 4 - 2  | 0 - 3   |
| Juniors Casarsa                                                                                      | 2 - 4           | Cussignacco          | 2 - 4  | 0 - 0   |
| Bujese                                                                                               | 0 - 3           | Manzanese            | 0 - 3  | 0 - 0   |
| Pro Cervignano                                                                                       | 2 - 3           | Trivignano           | 1 - 1  | 1 - 2   |
| Cormonese                                                                                            | 1 - 4           | Monfalcone           | 0 - 2  | 1 - 2   |
| Portuale Trieste                                                                                     | 1 - 1 (4-2 dcr) | Itala San Marco      | 1 - 0  | 0 - 1   |
| SECONDO TURNO 7 e 14 ottobre 1987                                                                    |                 |                      |        |         |
| Sacilese                                                                                             | 5 - 1           | Monfalcone           | 4 - 1  | 1 - 0   |
| Trivignano                                                                                           | 2 - 2 (3-0 dcr) | Cussignacco          | 1 - 2  | 2 - 1   |
| Manzanese                                                                                            | 1 - 6           | Portuale Trieste     | 1 - 2  | 0 - 4   |
| col Terzo Turno le 3 squadre superstiti si incrociano con le squadre provenienti dalle altre regioni |                 |                      |        |         |
| TERZO TURNO 2/8 e 16 dicembre 1987                                                                   |                 |                      |        |         |
| (Veneto/A) Luparense                                                                                 | 2 - 2 gfc       | Sacilese             | 0 - 1  | 2 - 1   |
| (Veneto/B) Mira                                                                                      | 4 - 2           | Trivignano           | 2 - 2  | 2 - 0   |
| Portuale Trieste                                                                                     | 2 - 1           | Jesolo (Veneto/C)    | 1 - 1  | 1 - 0   |
| QUARTO TURNO 27 dicembre 1987 e 6 gennaio 1988                                                       |                 |                      |        |         |
| Portuale Trieste                                                                                     | 1 - 3           | Luparense (Veneto/A) | 1 - 1  | 0 - 2   |